# Team Telfort
Team Telfort was een Nederlandse schaatsploeg onder leiding van Ingrid Paul, Johnny Halfweeg (2005-2007) en Ron Neymann (2007-2008). Het team had samen met TVM en DSB een zogenoemde A-status binnen de merkenteams. Het team werd in 2002 opgericht als Team DPA.
Telfort sponsorde dit team van september 2004 tot en met het seizoen 2007/2008. Op 11 februari 2008 liet Ab Krook weten dat het IT-bedrijf Unit 4, dat in het verleden ook schaatser Falko Zandstra sponsorde, de schaatsploeg wilde overnemen. Op 30 maart 2008 maakte Krook echter bekend dat Team Telfort niet tot overeenstemming was gekomen en de schaatsers mochten uitzien naar een ander team.

## Langebaan
De volgende langebaanschaatsers maakten deel uit van dit team:
- Jan Bos (2004-2008)
- Stefan Groothuis (2004-2008)
- Bob de Jong (2004-2006)
- Remco Olde Heuvel (2004-2008)
- Ids Postma (2002-2004)
- Jochem Uytdehaage (2006-2007)
- Tom Prinsen (2006-2008)
- Ralf van der Rijst (2002*-2006)
- Tim Roelofsen (2007-2008)
- Gretha Smit (2002-2008)
- Freddy Wennemars (2007-2008)

* halverwege seizoen 2002-2003